# Ogden Whitney
Pour les articles homonymes, voir Whitney.
Ogden Whitney (né le 1er mai 1919 à Stoneham dans le Massachusetts et mort le 13 août 1975) est un dessinateur de bande dessinée américain actif de 1939 à 1972. Il est surtout connu pour avoir créé Herbie Popnecker (en) en 1958 avec le scénariste Shane O'Shea. Whitney a travaillé dans tous les genres du comic book, super-héros, western (Two-Gun Kid (en)), romance (Millie the Model), etc.

## Biographie

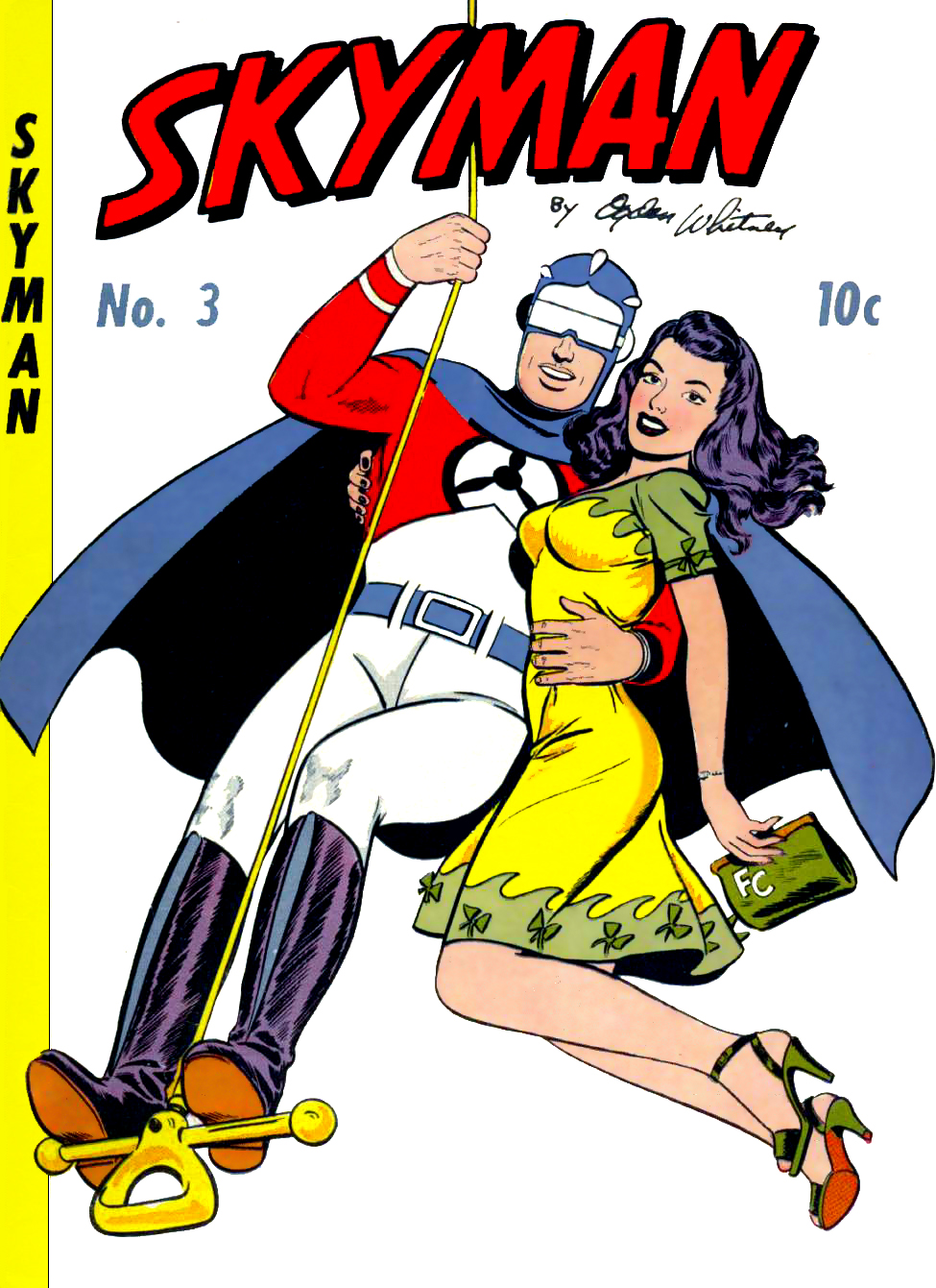
couverture de Skyman n°3 de 1947 dessinée par Ogden Whitney

John Ogden Whitney naît le 1er mai 1919 à Stoneham dans le Massachusetts. Il est le dernier d'une fratrie de trois enfants. Son père à cause de son travail est obligé de déménager souvent. Son frère aîné  Ethan Allen Whitney, Jr. naît en 1912 à Denver, sa sœur aînée en 1914 à Albuquerque. En 1919 après sa naissance, la famille s'installe de nouveau à Denver et en 1920 à Minneapolis. Ils restent là jusqu'en 1932, année de la mort du père Ethan Allen Whitney. En 1934, Ogden Whitney quitte le lycée et commence à travailler. En 1935, toute la famille déménage à New York où chaque enfant travaille. Ogden Whitney trouve alors un emploi dans une imprimerie. En 1939, il dessine sa première histoire pour un comics. Elle s'intitule The Land of Thule, est scénarisée par Gardner Fox et est publiée dans le numéro 41 d' Adventure Comics d'août 1939. En 1943, il est appelé sous les drapeaux mais il est affecté à une tâche de dessinateur pour des journaux destinés aux soldats. Il est alors dans le même service que le dessinateur de comics Fred Guardineer. Il retourne à l'état civil en 1946. Dans les années 1940 il dessine des comics dans tous les genres : guerre (Soldier of Fortune ou Operation Peril), romance (Romantic Adventures et Wedding Bells), science-fiction (Adventures into the Unknown et Forbidden Worlds). Il illustre aussi des pulps pour Ziff Davis. Les éditeurs de comics pour lesquels il travaille le plus sont alors B&I et American Comics Group. En 1954, il crée avec Jerry Siegel le comic strip Ken Winston. Il se marie en 1958. Cette même année il crée avec le scénariste Richard E. Hughes, qui utilise alors le pseudonyme de Shane O'Shea, le personnage de Herbie Popnecker pour American Comics Group. Ogden Whitney travaille aussi sur le personnage de Skyman. Par la suite, alors que American Comics Group a fait faillite, il travaille pour Tower Comics (T.H.U.N.D.E.R. Agents et NoMan) puis pour Marvel Comics sur  le western Two-Gun Kid. En 1970, son épouse décède ; il en est très affecté. C'est à ce moment qu'aurait commencé une dépression. Le dernier comics auquel il participe est le numéro 113 de Two-Gun Kid daté d'octobre 1973. C'est, semble-t-il, cette année qu'il est conduit en hôpital psychiatrique où il meurt le 13 août 1975.

## Prix et récompenses
- 2007 : Temple de la renommée Will Eisner (choix du jury)